# 郭家佑
郭家佑（1991年10月25日—）是一名台灣新創企業家、民間外交家，現任台灣數位外交協會理事長、行政院青年諮詢委員會委員，畢業於台大商管系、中歐大學公共政策碩士，曾獲頒外交部傑出貢獻民間團體(公共政策類)獎、關鍵評論網未來大人物團體獎等獎項。

## 簡介
郭家佑畢業於臺北市立中山女子高級中學、國立臺灣大學工商管理系，在學期間曾修讀創意創業學程，2014年與同學聯手架設募資平台為桃園市復興鄉哈凱部落籌措風災後蓋屋經費。同年獲選第一屆臺大社會貢獻獎。
大學畢業後，郭家佑獲得索羅斯獎學金，至中歐大學修讀公共政策碩士，期間曾任職希臘難民非政府組織並參與製作匈牙利吉普賽人權紀錄片。
2017年，郭家佑前往科索沃進行民間外交，包括為科索沃爭取獨立國家網域名稱、策劃臺灣科索沃共同未來展。
2018年，郭家佑成立台灣數位外交協會，出任理事長。
2023年，郭家佑被診斷為癌症零期患者，癒後正式加入舞台劇《這不是個大使館》2024年世界巡演。

## 外部鏈接
- 郭家佑個人網站
- 郭家佑的Facebook專頁
- 郭家佑的Instagram帳戶